# 若松秀俊
若松 秀俊（わかまつ ひでとし、1946年11月15日 - ）は、日本の工学者。専門は主に電気工学、生体機能支援システム工学で、脳低温療法の自動化を進める機器の研究・開発を行っている。工学博士（1984年、東京大学）。東京医科歯科大学名誉教授。松江観光大使。

## 来歴・人物
福島県出身。横浜国立大学工学部電気工学科を卒業、同大学大学院工学研究科修士課程を修了。同大学工学部技術補佐員、東京医科歯科大学医用器材研究所制御機器部門助手として奉職。「ボルテラ級数で表現された非線形システムの同定と制御系の設計」により東京大学大学院工学系究科より工学博士の学位を取得。足利工業大学電気工学科助教授、福井大学工学部助教授を経て同大学教授に昇任。その後、東京医科歯科大学医学部保健衛生学科で保健衛生学研究科生体機能支援システム学、生命情報解析学教授として教育･研究に従事。
海外での主な役職は、医療生体制御領域においてシステム工学専門のアジア太平洋計測制御会議(APCCM: Asia Pacific Conference on Control and Measurement )の議長、平成22年より国際学術専門雑誌(ACPSF: Automatic Control of Physiological State and Function)の編集長ほか、"Journal of Grey System”, "Journal of Adaptive Control and Data Processing","Journal of Institute of Physics Publishing"｣など客員を含めて国際雑誌編集委員を歴任。国内では計測自動制御学会、電気学会、日本健康科学学会、日本実存療法学会、日本健康科学学会の大会長、理事、評議員、編集委員などを務めてきた。また北陸地方電力使用合理化（省エネルギー）委員会、ドイツ学術交流会アルムニ会などの委員や理事等を歴任。海外との共同研究、国際会議の招待講演、海外記念講演、国内では登録文化財開設記念講演なども行う。
生体情報システムや生体治療システム機器の開発研究など医療福祉分野での活動に留まらず、戦前の旧制高等学校の隠れた教育界の偉人フリッツ・カルシュ博士を顕彰し、関連施設の文化財登録にも尽力。また日韓古代歴史に関する著述は日本国内だけでなく、韓国版とともに評価を受けているなど、その活動及び研究対象は教育的領域や文化的領域にと多肢にわたる。

### 兼任等
- 1973年8月〜1975年3月 - ドイツ連邦共和国 ドイツ学術交流会 (DAAD)給費により留学。エルランゲン・ニュルンベルク大学、生理学･バイオサイバネティクス研究所にて客員研究員としてサイバネティクスの研究に従事
- 1976年7月〜1976年10月 - アメリカ合衆国ニュージャージィ州Electronic Associates Inc.本社ハイブリツド電子計算機応用研究部門にて客員研究員
- 1994年7月〜1994年10月 - アメリカ合衆国オレゴン州文部省在外研究員。オレゴン州立大学コンピュータサイエンス学部客員教授
- 2008年〜 Asia-Pacific Conference on Control and Measurement : General Chairman
- 2008年〜 International Journal of Automatic Control of Physiological State and Function : Editor-in-Chief

## 研究
主な研究領域は、システムの非線形現象のボルテラ汎関数級数での表現法。この応用として電動機系と、さらには呼吸器系や熱交換器のような双線形現象の記述と制御系の設計を担当。また内分泌系のモデリング、生体情報処理に関して当時のコンピュータ技術の応用のため、ドイツの医学部サイバネティクス研究所に招かれ共同研究を行う。これらの研究を基礎にして、足利工業大学と福井大学ではエネルギー変換と人工現実感（バーチャルリアリティ）に関する研究から、徘徊老人の救護システムの開発し実用化に至る。東京医科歯科大学に復帰してからは、老人のための遊興福祉システムを開発。ネットワークを積極的に用いた遠隔情報システムでは、日本各地の大学院の遠隔講義や国際会議でセッション遂行に応用した数々の実績を残す。

### 脳冷却システム
急性脳循環障害時における脳低温治療では、精密な脳温・復温の生体制御を行うためのシステムを開発し、医療従事者による多大な労力を要する患者の状態管理を可能にした。その際、治療効果の向上と副作用の抑制、さらに肉体的負担軽減を実現すべく、自動化システムの普及を積極的に行ってきた。同時に、経済的な空冷式と直接的選択的冷却可能な脳低温療法の道筋を確立すべく活動している。脳低温療法の水冷式自動化システムは臨床応用に応用しているが、これは空冷式システムの研究成果とあわせ、広く紹介された。これらの制御法は、20年以上前に、個体差や環境変化に影響されず自動的に目標値を実現する臨床用人工呼吸システムの開発と、その独自の方法を発展させた成果といえる。

### 高齢者支援
高齢者介護の支援システムに関する研究では、生活習慣病予防と生活改善のためのシステムを開発している。日常生活を基準として、食状況、運動、睡眠など、自らの生活行動の直感的評価と任意の期間内の主観的記録から規則性や傾向を推定し、個人の生活習慣や生活態度を図的に即座に確認する方法によるものである。また、FMSの原理で動作する老人・心身不自由者のためのアミューズメント、リハビリテーション、コミュニケーションなどの福祉システムに関する研究を行っている。

### バーチャルリアリティ
人工現実感に関する研究では、存在しないものや現実には体験できない現象の操作に仮想空間のなかで力覚を与えて、稼働システムの安全性と医療への応用を行っている。そこで不可欠な仮想物体の変形、破壊などを通じた生体運動特性の研究は独自の方法で種々応用が期待されている。

### エネルギー変換工学
電気回路に置き換えた誘導電動機のエネルギー伝達の理論と特性の研究や、風力エネルギーを用いて断熱圧縮で得られる熱を蓄積する研究を第一次エネルギー危機(1980年代)の時期に行った。後者は化学エネルギーとしての貯蔵法に関する研究であり、低レベルの熱エネルギーの貯蔵法に大きな影響を与えた。国際エネルギー環境会議（1981年マニラ）でも関連特別講演を行った。

## 研究キーワード
- 医用生体システム工学
- 医療福祉工学
- 生活支援と生活空間共有
- 救命救急システム
- 生活習慣病対策
- 遠隔保健・介護
- 障害者・認知症支援

## 教育的活動
将来の医療を支える大学院学生のため、過去18年にわたり他の教育者とともに総合講義を通した「広範囲で高度な一般教養」を配して、以下の4つの理念をもとに、新しい大学院教育を探る試みを行った。その狙いは
- 『世の中を動かす信念と計画・総合力』
- 『社会の第一線で範を示す知識と経験』
- 『行動と価値観を裏付ける思想と倫理』
- 『次世代に伝えるべき技術と実践哲学』

の追求である。また、旧制高等学校の教育と現在行われている大学教育との比較研究を行い、その研究成果が出版されている。

## 文化的活動

### フリッツ・カルシュ
哲学者であり教育者でもある、ドイツ人の旧制高校教官・フリッツ・カルシュ博士の足跡を研究している。大正末期から昭和初期において日本で活躍したカルシュの教育業績について1990年代より調査を行っており、その研究成果を「日本でのカルシュの功績」として自身の著書、報道、展示会で紹介している（詳しくはフリッツ・カルシュの項を参照のこと）。なお、この調査結果をもとに、教育に関する島根大学の記念館創設（平成21年登録文化財）のために資料の提供や募金なども行う。

### 研究関連著書
- 自動制御ハンドブック基礎編  第3部制御理論の展開, 市川惇信他編, 分担執筆 計測自動制御学会
- 医用電子と生体情報, 分担執筆  共立出版社,  東京(1996)
- 画像処理工学  -基礎編, 分担執筆  共立出版社,  東京(1996)
- 現代日本臨床機能検査  上巻  分担執筆  日本臨床社,東京(1997)
- 理工学的先端技術の進歩に伴う臨床機能検査法の新たな展開
- 画像処理工学  -応用編, 分担執筆  共立出版社,  東京(1999)
- 湖畔の夕映え-カルシュ博士と松江-  文芸社  東京(2002)
- 医用工学－医療技術者のための電気・電子工学－共立出版社, 東京（2003）
- 王家の祠  道理出版社, ソウル（2005）
- 画像処理工学  -応用事例編, 分担執筆  共立出版社,  東京(2005)
- 医用工学概論  分担執筆  医歯薬出版社,  東京(2005)
- Brain Hypothermia, N. Hayashi (Ed.), 分担執筆, Springer-Verlag Tokyo (2004).
- Brueckenbauer, Japanisch-Duetsches Zentrum Berlin & Japanisch-Deutscje Gesellschaft分担執筆, Berlin (2005).
- 救急医療のための機器システム  共立出版社, 東京（2006）
- 若松秀俊：ナースのための遠隔情報管理システム ネットワークを利用した看護と福祉真興交易医書出版部、東京  (2007)
- 忘れ得ぬ偉人  マツモト  北九州(2007)
- 四ツ手網の記憶 ワンライン  島根 (2007)
- 臨床検査技師  ブルーノート 基礎編，芝紀代子(編集) , 分担執筆，メジカルビュー，東京(2007).
- 臨床検査技師  グリーンノート 基礎編，芝紀代子(編集) , 分担執筆，メジカルビュー，東京(2007).
- 臨床病態学 松浦雅人(編集)，分担執筆：第Ⅳ章臨床医用工学(pp.41-54)，医歯薬出版株式会社，東京（2009）
- バイタル異常・急変・ME機器での アラームサインへのアプローチ，小野寺憲治(編集)，分担執筆，薬事日報，.東京(2010).
- 若松秀俊，本間達 :バーチャルリアリティにおける力覚表示とその応用，共立出版社，東京（2011）
- 若松秀俊：王家の祠, 財形福祉協会, 東京（2011）
- 若松秀俊：大海の都邑, 財形福祉協会, 東京（2011）
- 若松秀俊：縁の環, 財形福祉協会, 東京（ 2012）
- 若松秀俊：朝霧の瀬, 財形福祉協会, 東京（ 2012）
- 若松秀俊：祀られた昔日、財形福祉協会,　東京（2013）
- Hidetoshi Wakamatsu: Erlnnerungen aus dem viereckigen Tauchnetz,　Matsumoto Kitakyushu（2016）
- 若松秀俊： 新版　四ツ手網の記憶、杉並けやき出版、東京（2017）
- 若松秀俊：夢路の倭の影、マツモト,　北九州（2018）
- 若松秀俊：メヒテルト・マリア、マツモト,　北九州（2019）
- 若松秀俊：麗しの古代 秋津洲、マツモト,　北九州（2023）
- 若松秀俊：Karschの調査、マツモト、北九州（2024）
- 若松秀俊：ドイツとの関わり、マツモト、北九州（2024）

### 教育関連著書
- 新しい大学院教育を探る  初版 2007年版マツモト  北九州  2007年
- 新しい大学院教育を探る  2008,2009,2010年版マツモト  北九州  2008-2010年
- 新しい大学院教育を探る 最終版  2011年版マツモト  北九州  2011年
- 福祉システム開発への歩み  1976-2009年.マツモト  北九州2009年
- 簡便に行う生活習慣の自己管理とその応用.マツモト  北九州2009年
- Our Progress in Development of Welfare  マツモト 北九州 2010年